# Tęcza (czasopismo)
Tęcza – polskie czasopismo kulturalno-społeczne, wydawane w latach 1927–1939 w Poznaniu przez Drukarnię i Księgarnię św. Wojciecha.

## Historia
Pierwszy numer pisma ukazał się 19 listopada 1927. Początkowo „Tęcza” była tygodnikiem, a następnie od 1931 miesięcznikiem. Redaktorami naczelnymi byli kolejno Szczepan Jeleński, od września 1928 Emil Zegadłowicz, Jerzy Drobnik oraz od 1931 Józef Kisielewski. W skład redakcji wchodzili także Konstanty Troczyński oraz Jan Ulatowski skupieni w Kole Polonistów na UAM. Stałymi współpracownikami byli krytycy literaccy Artur Górski i Adam Grzymała-Siedlecki, oraz pisarz Stanisław Wasylewski.
Pismo drukowane było w drukarni Księgarni Świętego Wojciecha. Było jednym z niewielu kolorowych magazynów wydawanych w międzywojennej Polsce, które cechował wysoki poziom edytorski. Czasopismo publikowało reportaże, utwory literackie polskich pisarzy m.in. Konstantego Gałczyńskiego, Kazimiery Iłłakowiczówny i Adolfa Nowaczyńskiego. Zamieszczało także reprodukcje dzieł polskich artystów-malarzy oraz grafików okresu międzywojennego m.in. Władysława Skoczylasa, Wacława Boratyńskiego czy Stanisława Ostoji-Chrostowskiego. Opracowaniem graficznym magazynu zajmowali się znani plastycy, m.in. Edmund John – twórca wielu okładek.